# 马娅·威尔逊
马娅·威尔逊（英語：Maia Wilson，1997年9月21日—），新西兰女子篮球、篮网球运动员，曾就读于梅西大学。她曾代表新西兰国家队参加2022年英联邦运动会篮网球比赛，获得一枚铜牌。